# Institut national de l’audiovisuel
Das Institut national de l’audiovisuel (INA) ist ein öffentlich-rechtliches französisches Unternehmen (établissement public à caractère industriel et commercial, EPIC). Das INA war das erste digitalisierte Archiv Europas. Sein Auftrag ist es, alle französischen Rundfunk- und Fernsehproduktionen zu sammeln, zu bewahren und öffentlich zugänglich zu machen, in etwa vergleichbar dem Auftrag der Bibliothèque nationale de France (BnF), geschriebene und gedruckte Dokumente aller Art zu archivieren. Die Sammlungen des INA sind über seine Website für die Öffentlichkeit teilweise kostenlos zugänglich, der Rest unterliegt urheberrechtlichen Beschränkungen.

## Geschichte
Artikel 3 des Gesetzes vom 7. August 1974 beauftragte das Institut national de l’audiovisuel mit der Archivierung von sowie der Forschung und beruflichen Bildung zur Erzeugung von audiovisuellen Medien. Sein gesetzlicher Auftrag wurde seitdem mehrfach angepasst und erweitert.

## Auftrag

### Archiv für audiovisuelle Medien und digitale Archivdatenbank
Das INA sammelt, bewahrt, digitalisiert, restauriert und vermittelt die französischen Rundfunk- und Fernseharchive aus mehr als 70 Jahren Rundfunkprogramm und 60 Jahren Fernsehen. Mit drei Millionen Stunden aufgezeichneter Rundfunk- und Fernsehsendungen und mehr als einer Million abgelichteter Dokumente zählen seine Sammlungen zu den bedeutendsten audiovisuellen Beständen der Welt. Feuilletons, Fernsehfilme, Dokumentarsendungen, Nachrichten-, Sport-, Unterhaltungssendungen, Gespräche, Hörspiele, Konzerte stehen als Quelle für Neuproduktionen, für Wiederholungssendungen, für Forschung und Ausbildung und nicht zuletzt online für die Öffentlichkeit zur Verfügung.
Das INA kann private Sammlungen erwerben oder übernehmen, diese aufbewahren und gegebenenfalls auch deren kommerzielle Verwertung übernehmen, seine gesetzlich definierten Hauptaufgaben bleiben jedoch:
- die professionelle Archivierung des öffentlich-rechtlichen französischen Rundfunks und Fernsehens seit 1945 (Gesetze aus den Jahren 1974, 1982, 1986 und 2000) mit 1.400.000 dokumentierten Stunden (Stand Ende 2006; davon entfallen jeweils 700.000 Stunden auf Rundfunk- bzw. Fernsehsendungen)
- die gesetzlich vorgeschriebene Hinterlegung von Pflichtexemplaren (dépôt légal) aller französischen Rundfunk- und Fernsehsendungen. Die Archive des «dépôt légal» dürfen nicht vertrieben werden, können aber für Forschungszwecke genutzt werden.

Dazu sammelt das INA fortlaufend ca. 300.000 Programmstunden jährlich und bewahrt und digitalisiert Programme, die ansonsten vom Verschwinden bedroht wären. Wegen der wachsenden Nachfrage nach Bildmaterial in guter Qualität bei gleichzeitig sich verschlechterndem physikalischen Zustand müssen dazu jedes Jahr ca. 500 Stunden Film-, Video- und Tonmaterial mit intern entwickelter Software aufwändig restauriert werden.
Bis 2015 soll das INA im Rahmen eines Plan de sauvegarde et de numérisation (PSN) aus dem Jahr 1999 alle seine vom endgültigen Zerfall bedrohten Archivbestände digitalisiert haben. Bei einem Gesamtbestand von rund drei Millionen Stunden sollen ursprünglich etwa 835.000 Stunden gefährdet gewesen sein, wovon bis zum Jahr 2009 bereits 600.000 Stunden Programm vor der «unwiderruflichen Zerstörung» bewahrt worden seien.
Das INA gewährleistet den Zugang für:
- professionelle Nutzer: Um die professionelle Vermarktung der Archive national und international zu erleichtern, hat das INA ergänzend zur Digitalisierung begonnen, seine Bestände auch thematisch zu erschließen. Mehr als 300 corpus thématiques sind verfügbar: Politik, Ereignisse, Gesellschaft, Kultur, Aufführungen, Sport, Persönlichkeiten usw. Seit Februar 2004 bietet das INA mit inamediapro.com[4] eine online verfügbare audiovisuelle Archivdatenbank. 2005 erhielt diese Datenbank den Focal Award der Federation of Commercial Audiovisual Libraries für die weltweit beste Bilddatenbank.[5]
- wissenschaftliche Nutzer: Eine online-Recherche ist über die Website des Hochschulinstituts Ina’Sup. Pôle européen des sciences et métiers de l’image et du son in allen Beständen des INA möglich.[6]
- Institutionen und die breite Öffentlichkeit: Das INA erschließt seine Archive für Bildungs- und kulturelle Zwecke und geht dafür Partnerschaften und Kooperationen ein. Der Zugang wird durch thematische Portale oder besondere Online-Angebote zusätzlich erleichtert.

### Forschung und Entwicklung in Bild- und Tonverarbeitung
Von Anfang an beschäftigte sich das INA intensiv mit Forschung zur synthetischen Bilderzeugung, insbesondere für die französische Trickfilmindustrie. Das Institut hat 1982 in Monaco die jährliche Messe Imagina ins Leben gerufen und bis 2000 auch organisiert, ein Treffen für digitale Bilderstellung.
Der Hauptteil der Forschungskapazität dient der Erfassung, der Restaurierung, der Sicherung und der Aufbewahrung audiovisueller Aufzeichnungen. Das INA arbeitet an der Entwicklung von Systemen zur Klassifizierung und Auswertung multimedialer Inhalte, Techniken der Bildmarkierung und Navigationsinstrumente für die Suche in Bildarchiven. Das INA arbeitet dazu mit öffentlich-rechtlichen und privatwirtschaftlichen Unternehmen (z. B. CEA, France Télécom, Thomson, Thales Group), Universitäten sowie französischen und internationalen Forschungseinrichtungen zusammen. Ab Februar 2004 koordinierte das Institut das europäische Forschungsprojekt Prestospace zur Bereitstellung von technischen Lösungen und integrierten Systemen für eine vollständige digitale Sicherung aller Arten von audiovisuellen Sammlungen. Auch am IT-Kompetenzzentrum Île-de-France Cap Digital, dem Internetportal Europeana und dem kurzlebigen deutsch-französischen Suchmaschinen-Projekt Quaero ist bzw. war das INA beteiligt.
Die Groupe de recherches musicales (GRM) des INA dient der Erforschung, Schöpfung und Konservierung akustischer Aufzeichnungen und elektronischer Musik.

### Produktion und Veröffentlichung von audiovisuellen und Multimediaprogrammen
Das INA produziert und veröffentlicht audiovisuelle und Multimedia-Programme für nationale und internationale Medien. In den ersten 30 Jahren seines Bestehens hat das Institut mehr als 2.000 Arbeiten (ca. 1.800 Programmstunden) produziert, von denen 1.500 im Fernsehen ausgestrahlt und 200 als Filme auf internationalen Festivals gezeigt wurden. Viele Eigenproduktionen (bzw. Co-Produktionen) befassen sich mit historischen Persönlichkeiten (Dante), Politikern (Moi, Fidel Castro), Wissenschaftlern (Claude Lévi-Strauss) oder Künstlern (Marc Chagall), geschichtlichen Ereignissen (La saga des immigrés, Une histoire de langue française) oder gesellschaftlichen Themen (Grandir au collège).
Seit dem 27. April 2006 gibt es für das breite Publikum per Download oder per DVD einen Zugriff auf mehr als 100.000 Rundfunk- oder Fernsehsendungen. Das Angebot wächst um 5.000 Stunden jährlich und wird auch themenzentriert erschlossen, z. B.
- seit Oktober 2006 mit den Projekten Apprendre[10] mit Videos für den Schulunterricht zu Themen wie Musik, Kino, Geschichte, Kultur und mit Jalons pour l’histoire du temps présent,[11] online-Mediatheken im Bereich Pädagogik und Unterrichtsgestaltung, die zusammen mit dem Ministère de l'Éducation nationale entwickelt wurden.
- seit 2007 mit dem Projekt Les présidentielles (Die Präsidentschaftswahlen) zur französischen Politik seit 1946 (Wahlen, Kandidaten, Themen und Debatten), mit dem Projekt Chroniques d’un festival[12] zu 60 Jahren Internationale Filmfestspiele von Cannes und mit dem Projekt Place aux chansons[13] zum französischen Chanson
- seit 2008 mit dem Projekt Charles de Gaulle – paroles publiques[14], mit dem Projekt Mai 68, la révolution en images[15] zum 40. Jahrestag des Mai 68 und mit dem Projekt Europe des cultures[16] zur europäischen Kultur.
- seit 2009 mit dem Projekt Repères Méditerranéens[17] zur Geschichte der Region Provence-Alpes-Côte d’Azur und mit dem Projekt elles@centrepompidou[18] zu den Künstlerinnen in den Sammlungen des Centre Pompidou

Das INA ist Herausgeber oder Mitherausgeber von Audio- oder Videokollektionen, die bedeutende Rundfunk- oder Fernsehereignisse dokumentieren. Die Rundfunk-Kollektion Ina mémoire vive bietet bedeutende Aufführungen klassischer Musik sowie Ansprachen, Vorlesungen, Vorträge von oder Gespräche mit Persönlichkeiten wie André Malraux, Pierre Mendès France, Georges Pompidou und Michel Foucault. Aus dem Fernsehbereich gibt es Sammlungen bedeutsamer Sendungen: z. B. unter Mitherausgeberschaft von Gallimard Les grands entretiens de Bernard Pivot Aufzeichnungen von Gesprächen des französischen „Literaturpapstes“ Pivot mit Marguerite Yourcenar, Julien Green, Marguerite Duras, Françoise Dolto ou Albert Cohen. Eine collection humoristique ist Sendungen wie den Shadoks oder Bonne nuit les petits (dem französischen Pendant zu Unser Sandmännchen) gewidmet.

### Ausbildungszentrum für audiovisuelle und Informationstechnik
Das INA ist eines der wichtigsten europäischen Ausbildungszentren für professionelle Bild- und Tonbearbeitung. Das Institut bietet seit Oktober 2007 an der Ina’Sup, der Hochschule für audiovisuelle und digitale Technik, ein Universitätsdiplom in «Marketing und Vertrieb in der europäischen audiovisuellen Wirtschaft» (Marketing et distribution dans l’industrie audiovisuelle européenne) bzw. einen Master-Abschluss «Multimediale Kreation und Produktion» (Création et production multimédiale). Seit 2010 kann außerdem eine Berufsausbildung zum «Multimedia-Dokumentar» absolviert werden.

### Internationale Zusammenarbeit
Als Pionier auf dem Gebiet der Digitalisierung berät das INA Unternehmen und Institutionen in anderen Ländern bei der Erhaltung ihrer audiovisuellen Archive. Im Rahmen von Solidaritätsaktionen werden Afghanistan und Kambodscha bei der Rekonstruktion ihres audiovisuellen Erbes unterstützt.
Das Institut ist Mitglied in der Fédération Internationale des Archives de Télévision/International Federation of Television Archives (FIAT/IFTA), einer internationalen Organisation, in der sich fast 180 Fernseh-Archive aus 70 Ländern zusammengeschlossen haben und die 2004 einen internationalen Aufruf zur Bewahrung des audiovisuellen Welterbes erlassen hat.

## Die Archive der INA
Die meisten Bestände der INA werden im Zentrum in Les Essarts-le-Roi, Département Yvelines aufbewahrt. Zusammen sind mehr als 2,5 Millionen Archivstunden audiovisuelles Material aus mehr als 60 Jahren erfasst, verteilt auf 6 große Sammlungen:

### Filmsammlung (le fonds cinéma)
- die Wochenschau Actualités Françaises wurde zwischen 1940 und 1969 wöchentlich in den französischen Kinos vorgeführt und zeigt unter anderem die Sichtweisen des Dritten Reiches und des Vichy-Regimes von Militär-Operationen, vom Alltagsleben im besetzten Frankreich und von der Invasion.
- die Reportagen des Magazins Ici la France über die Forces françaises libres (FFL) sowie Filmaufnahmen der Alliierten in London, in Afrika, im Mittleren Osten, in Korsika und in Nordafrika zwischen 1940 und 1944.
- die Sammlung der Coopérative générale du cinéma français mit 18 zwischen 1944 und 1963 produzierten Filmen (12 Dokumentarfilme und 6 Spielfilme, darunter La Bataille du rail (Schienenschlacht) von René Clément aus dem Jahr 1946).

### Nationales Fernseharchiv (le fonds national de télévision)
- Nationale Nachrichten (Sammlung «Actualités»): Nachrichtensendungen, Sendungen zur Politik, Infomagazine, Reportagen, Sportmagazine, von den ersten Tagen des Office de Radiodiffusion Télévision Française bis in die Gegenwart. Bsp.: die ersten französischen Fernsehnachrichten des Journalisten Pierre Sabbagh am 26. Juni 1949.
- die Sammlung «Production»: nationenweite Ausstrahlungen aller von den ersten Tagen des Office de Radiodiffusion Télévision Française bis in die Gegenwart: Fernsehspielfilme, Serien, Feuilletons, Dokumentarsendungen, Unterhaltungssendungen, Spiele, Zeichentrickfilme, Kultur- oder Gesellschaftsmagazine, Sportereignisse, Theateraufführungen, Konzerte ebenso wie Eigenproduktionen oder Koproduktionen des INA ab 1975. Bsp.: die erste Berichterstattung von der Tour de France, die ersten Diskussionssendungen (Problème de gouvernement, Liberté de l’esprit), die Ansprachen von General de Gaulle, ebenso wie politische Magazine (À armes égales) oder Reportagesendungen (Cinq colonnes à la une). Neuartige Sendungen der Jahre 1970–1980 wie die Rockmusiksendung Chorus und bekannte Sendereihen der Jahre 1980–1990, wie die Literatursendung Apostrophes, die Unterhaltungssendung Champs-Élysées oder die Sportsendungen Stade 2 und Téléfoot sind ebenfalls konserviert.

### Nationales Rundfunkarchiv (le fonds radio)
Die ersten Rundfunkaufzeichnungen reichen zurück bis 1933 (Ansprachen und Reden von Persönlichkeiten des öffentlichen Lebens wie z. B. Léon Blum, Paul Reynaud, Édouard Daladier). Aus der Zeit des Zweiten Weltkriegs werden 4.000 Tonaufzeichnungen sowohl von Sendestationen aus Paris (zone occupée, deutsch „Besetztes Gebiet“), aus Vichy (zone libre) oder aus dem Ausland (Sender der Résistance) aufbewahrt. Aus der Nachkriegszeit wurden ebenfalls Sendungen aufbewahrt, z. B. Gespräche mit Künstlern wie (André Breton, Paul Claudel, Giono), Konzerte des Orchestre national du Théâtre des Champs-Élysées, Unterhaltungs- und Kultursendungen (Rendez-vous à cinq heures, Dimanche dans un fauteuil, Radioscopie, Les grandes enquêtes).
Seit 1975 wird die Sammlung täglich um Sendungen von Radio France, France Culture, France Inter und France Musique erweitert.

### Werbearchiv (Le fonds publicité)
Seit 2009 stellt das INA auf seiner Website einen Bestand von 200.000 Werbespots online zur Verfügung. Dieser Netzauftritt orientiert sich an Vorbildern wie Dailymotion und YouTube mit der Festlegung bestimmter Rubriken, Platz für Kommentare, Klassifizierungen wie «die am häufigsten gesehenen Spots». Die Sammlung umfasst alle Spots des französischen Fernsehens seit dem ersten, am 1. Oktober 1968 ausgestrahlten Werbespot. Sie soll die Entwicklung der Werbetechniken, der Sitten, der Verbrauchergewohnheiten, der Stellung der Frau, der Kleidermode usw. dokumentieren.

### Bildarchiv (le fonds photo)
Das Archiv umfasst ca. 1,5 Millionen Fotografien seit den 1950er Jahren, die die Anfänge des französischen Fernsehens zu einer Zeit dokumentieren, als es nur Direktübertragungen und weder Aufzeichnungen noch Archive gab: Reportagen über die Dreharbeiten, die Arbeit der Techniker, über Regisseure und Künstler, Porträts von Persönlichkeiten und Reportagen über das Alltagsleben in Frankreich zwischen 1961 und 1974. Im November 2010 hat das INA diese Sammlung der Öffentlichkeit auf einer Website zugänglich gemacht.

### Regionalarchive (les fonds régionaux)
Sechs regionale Zweigstellen konserviert die Sendungen der öffentlichen regionalen Rundfunk- und Fernsehprogramme. Jede Zweigstelle verwertet durchschnittlich 50.000 Archivstunden (Rundfunk und Fernsehen), wobei die ältesten bis in die 1950er Jahre zurückreichen.
- Ina Nord: eingerichtet 1982 in Lille, erfasst die Regionen Nord-Pas-de-Calais, Picardie, Basse et Haute-Normandie (10 Départements): Bergbau, Schwer- und Textilindustrie, Eurotunnel, Persönlichkeiten aus der Region wie Pierre Mauroy, Jacques Brel, Annie Cordy …
- Ina Méditerranée: eingerichtet 1982 in Marseille, erfasst die Regionen Provence-Alpes-Côte d’Azur und Corse (8 Départements): le cinéma, die Internationalen Filmfestspiele von Cannes, das Festival von Avignon, l'Olympique de Marseille (OM), Porträts von Edmonde Charles-Roux, Gaston Defferre …
- Ina Pyrénées: eingerichtet 1984 in Toulouse, erfasst die Regionen Midi-Pyrénées, Languedoc-Roussillon und Aquitaine (18 Départements): Aeronautik und Weltraum, der Canal du Midi, Rugby, Stierkampf …
- Ina Centre Est: eingerichtet 1993 in Lyon, erfasst die Regionen Rhône-Alpes, Auvergne, Burgund und Franche-Comté (20 Départements): die Rhone, Olympique Lyon (OL), Gastronomie, Gebirge …
- Ina Grand Est: eingerichtet 1994 in Strasbourg, erfasst die Regionen Elsass, Lothringen und Champagne-Ardenne (10 Départements): Sendungen in Elsässisch, Europa …
- Ina Atlantique: eingerichtet 1997 in Rennes, erfasst die Regionen Bretagne, Pays de la Loire, Poitou-Charentes und Limousin (16 Départements): Ozean, Häfen, Fischfang, Inseln, Leuchttürme …

### Sammlung von Pflichtexemplaren (le fonds du dépôt légal)
- Terrestrisches Fernsehen: TF1, France 2, France 3, Canal+, M6, Arte, France 5. Vom 1. Januar 1995 bis zum 1. Januar 2002 wurden französische Erstausstrahlungen sowie eine Auswahl von Fernsehmagazinen, Spielen und Sportsendungen archiviert. Für jedes dieser Jahre wurden außerdem an 7 Tagen für jeden Sender das komplette Programm aufgezeichnet. Seit dem 1. Januar 2002 werden alle Programme komplett erfasst.
- Kabel- und Satellitenfernsehen: Seit dem 1. Januar 2002 werden 12 sender aufgezeichnet: Canal J, Canal Jimmy, Euronews, Eurosport, LCI, MCM, Paris Première, Planète, RTL9, Série Club, TMC, TV5 Monde. Seit dem 1. September 2003 werden 22 weitere Sender erfasst: 13ème rue, AB Moteurs, Animaux, La Chaîne météo, Chasse et Pêche, demain.TV, Encyclopédia, Equidia, Escales, Festival, Fun TV, Histoire, La chaîne parlementaire und Public Sénat, Mangas, Mezzo, RFM TV, Seasons, Sport+, Télétoon, Téva, Toute l'Histoire.
- Digitales Fernsehen (TNT): seit März 2005 werden die unverschlüsselten Sender von Direct 8, NT1, NRJ 12, France 4, W9 und TMC erfasst; seit Oktober 2005 werden auch I-Télé, Europe 2 TV, Gulli und BFM TV archiviert.
- Musikvideo-Archiv: Sammlung von 3.500 Musikvideos, die nach dem 1. Januar 1995 in Frankreich erstmals ausgestrahlt wurden.
- Fernsehwerbung: Werbespots, die nach dem 1. Januar 1995 in Frankreich erstausgestrahlt wurden; ca. 10.000 Dokumente jährlich.
- Archiv des Service d’observation des programmes: die 67.500 Dokumente zusammengefasste Aufzeichnung der nationalen terrestrischen Programme von 1986 bis 2001 für TF1, France 2 und France 3; von 1992 bis 2001 auch für Canal+, Arte und M6.
- Radio-Archiv: seit dem 1. Januar 1995 werden die 5 Programme von Radio France (France Inter, France Musique, France Culture, France Info und France Bleu) komplett aufgezeichnet. Ab dem 1. Januar 2001 wurde die Sammeltätigkeit auf Radio France Internationale (RFI), auf Privatsender und auf nationale Themensender ausgedehnt. Es handelt sich um 11 Sender: Europe 1, RTL (France), RMC, Virgin Radio, Fun Radio, RTL II, NRJ, Chérie FM, Nostalgie, RFM, Skyrock.
- Printmedien: eine Sammlung von Einzelwerken, Zeitschriften, Berichten, Doktor- und sonstigen wissenschaftliche Arbeiten, Programmlisten, Pressedossiers und -berichte.

## Sonstiges
- Das älteste Dokument des INA stammt aus dem Jahr 1891: eine Stimmaufzeichnung von Gustave Eiffel.
- Vergleichbare Rundfunk- und Fernseharchive haben folgende Staaten: Dänemark, Deutschland, Finnland, Island, Norwegen, Schweden, Ungarn, USA und das Vereinigte Königreich.
- Archivverluste: in der Sendung Jeux d’archives (France Culture, am 31. März 2007) berichtete der tunesische Autor und Regisseur William Karel, dass bestimmte audiovisuelle Aufzeichnungen und Notizen, die sich auf den General de Gaulle oder den Algerienkrieg beziehen, beim INA nicht mehr auffindbar seien.[23]